# Nederlandsche Nationaal-Socialistische Studentenfederatie
De Nederlandsche Nationaal-Socialistische Studentenfederatie (NNSS) was een op 2 juni 1934 opgerichte nationaalsocialistische studentenorganisatie.
De NNSS werd opgericht tijdens de door de Nationaal-Socialistische Beweging (NSB) van Anton Mussert georganiseerde studentenlanddag te Bilthoven. Er traden toen omstreeks 300 studenten toe tot de NNSS. Als leider van de NNSS werd J.C.F. Hellwig benoemd, en O.F.P.H. de Waard was de secretaris. De NNSS gaf het tijdschrift De Wig uit, dat onder redactie stond van de Rotterdammer K.J. Groeneveld. De eerste jaargang werd uitgegeven door de uitgeverij Nenasu.
In de loop van 1935 namen de activiteiten van de NNSS in omvang aanzienlijk af. Ook stopte toen de verschijning van De Wig, terwijl de Utrechtse afdeling wegens gebrek aan belangstelling vanuit de doelgroep werd opgeheven.
In februari 1936 verscheen het eerste nummer van het maandblad Clauwaert, het orgaan van de Rotterdamse afdeling van de NNSS. Clauwaert nam in zijn tweede verschijningsjaar de rol over van De Wig. 
Al sinds de oprichting bestond er ontevredenheid over het functioneren van de NNSS. In 1940 werd de NNSS opgeheven en voortgezet als Nationaal Socialistisch Studentenfront.
 Portaal: Fascisme en nationaalsocialisme in Nederland · Fascisme · Nationaalsocialisme